# Wiking Werbro
Wiking Evald Werbro, (i riksdagen kallad Werbro i Halmstad), född 8 juni 1913 i Verum, död 5 maj 1992 i Halmstad, var en svensk ämbetsman och politiker (folkpartist). Han var son till Wiktor Pettersson och Eva, född Olofsson. Gift 1940 med Margit Nilsson. Barn: Gun, Alf, May.
Werbro tog realexamen i Osby 1931, genomgick underofficersutbildning och militärtjänstgöring 1932-50, blev länsinstruktör på länsstyrelsen i Hallands län 1950 samt landskanslist där från 1960. Han var också aktiv kommunalpolitiker i Halmstads stad, till exempel som ledamot av stadsfullmäktige 1955 och vice ordförande 1958, ledamot av drätselkammaren 1951–1964, ordförande i dess tekniska avdelning 1956–1959. 
Werbro var riksdagsledamot i andra kammaren 1965–1968 för Hallands läns valkrets. I riksdagen blev han suppleant i konstitutionsutskottet 1965. Han var flitigt engagerad i förvaltningspolitik och olika grundlagsfrågor.